# Mitja Ilenič
Mitja Ilenič ( 2004. december 26. –) szlovén válogatott labdarúgó, az amerikai New York City játékosa.

## Pályafutása

### Klubcsapatokban
2011 és 2015 között a Bela Krajina korosztályos csapataiban nevelkedett, majd 2019-ben az NK Domžale akadémiájára került. Az akadémián kezdettben még csatárként szerepelt, majd végül a védősorban folytatta. 2021. május 22-én debütált az első csapatban az Aluminij ellen csereként. 2022. március 20-án megszerezte első bajnoki gólját az Olimpija Ljubljana ellen 1–1-re végződő találkozón. 2022. május 1-jén duplázott az Aluminij ellen 3–1-re megnyert bajnoki mérkőzésen. Októberben 2025. május 31-ig meghosszabbította a szerződését a klubbal. 2023. január 4-én az amerikai New York City 2026-ig szerződtette egy egy éves hosszabbítási opcióval. Február 25-én debütált a Nashville SC ellen 2–0-ra elvesztett bajnoki találkozón, a 82. percben a sérült Tayvon Gray cseréjeként.

### A válogatottban
Többszörös korosztályos válogatott. 2022. március 25-én mutatkozott be az U21-es válogatottban Koszovó elleni U21-es labdarúgó-Európa-bajnokság selejtező mérkőzésen. 17 évesen, két hónaposan és 27 naposan ő lett Jan Oblak után a második legfiatalabb debütáló labdarúgó.

## Statisztika
2023. április 23-i állapotnak megfelelően.
| Klub          | Szezon   | Bajnokság | Bajnokság | Bajnokság | Kupa  | Kupa  | Nemzetközi | Nemzetközi | Összesen | Összesen |
| Klub          | Szezon   | Osztály   | Mérk.     | Gólok     | Mérk. | Gólok | Mérk.      | Gólok      | Mérk.    | Gólok    |
| ------------- | -------- | --------- | --------- | --------- | ----- | ----- | ---------- | ---------- | -------- | -------- |
| NK Domžale    | 2020–21  | 1. SNL    | 1         | 0         | 0     | 0     | —          | —          | 1        | 0        |
| NK Domžale    | 2021–22  | 1. SNL    | 15        | 3         | 1     | 0     | 0          | 0          | 16       | 3        |
| NK Domžale    | 2022–23  | 1. SNL    | 16        | 0         | 0     | 0     | —          | —          | 16       | 0        |
| NK Domžale    | Összesen | Összesen  | 32        | 3         | 1     | 0     | 0          | 0          | 33       | 3        |
| New York City | 2023     | MLS       | 7         | 0         | 0     | 0     | —          | —          | 7        | 0        |
| New York City | Összesen | Összesen  | 7         | 0         | 0     | 0     | 0          | 0          | 7        | 0        |
| Összesen      | Összesen | Összesen  | 39        | 3         | 1     | 0     | 0          | 0          | 40       | 3        |